# Шлюсльберг
Шлюсльберг (нем. Schlüßlberg) — коммуна (нем. Gemeinde) в Австрии, в федеральной земле Верхняя Австрия. 
Входит в состав округа Грискирхен.  Население составляет 3011 человек (на 31 декабря 2005 года). Занимает площадь 20 км². Официальный код  —  40827.

## Политическая ситуация
Бургомистр коммуны — Отто Вайнбергер (СДПА) по результатам выборов 2003 года.
Совет представителей коммуны (нем. Gemeinderat) состоит из 25 мест.
- СДПА занимает 16 мест.
- АНП занимает 8 мест.
- АПС занимает 1 место.